# انحراف ماه

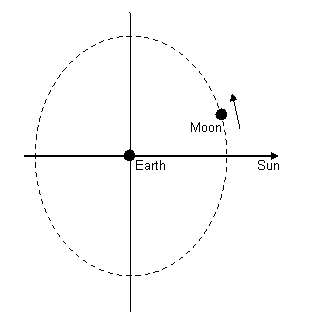
مدار متغیر: تقریباً یک بیضی، با زمین در مرکز. این نمودار با استفاده از برخی تقریب‌های ساده‌کننده، اثر مزاحم خورشید بر مدار ماه را نشان می‌دهد، به عنوان مثال در نبود خورشید، مدار ماه دایره‌ای خواهد بود و زمین در مرکز آن است.

در نجوم، انحراف ماه یکی از آشفتگی‌های اصلی در حرکت ماه است.

## کشف
این انحراف توسط تیکو براهه کشف شد، که متوجه شد، با آغاز ماه‌گرفتگی در دسامبر ۱۵۹۰، در زمان سیزیجی (ماه جدید یا کامل)، سرعت ظاهری حرکت ماه (در طول مدار آن همان‌طور که در پس‌زمینه ستارگان دیده می‌شود)، سریع‌تر از حد انتظار بود. از سوی دیگر، در زمان‌های سه‌ماهه اول و آخر، سرعت آن به ترتیب کمتر از حد انتظار بود. (آن انتظارها بر اساس جدول‌های قمری بود که به‌طور گسترده تا زمان تیکو استفاده می‌شد. آنها دو بی‌نظمی بزرگ در حرکت ماه را در نظر گرفتند که اکنون به عنوان معادله مرکز و جهش شناخته می‌شوند. (همچنین به نظریه قمری - تاریخچه نگاه کنید)
این انحراف دارای یک دوره نیمماهه سینودی است و سبب می‌شود که طول دایره‌البروجی ماه تقریباً دو سوم درجه تغییر کند، دقیقاً به میزان +2370" sin(2D) که در آن D میانگین کشیدگی ماه از خورشید است.